# Chris Lowell
Chris Lowell est né le 17 octobre 1984 à Atlanta en Géorgie aux États-Unis.
Il est connu pour son rôle de Piz dans la série Veronica Mars ainsi que celui de William « Dell » Parker dans Private Practice, spin-off de Grey's Anatomy.

## Biographie
Chris Lowell s'est intéressé au théâtre ainsi qu'à la réalisation lorsqu'il se trouvait à l'Atlanta International School. Il fut découvert alors qu'il jouait au beach volley lors de sa première année à l'University of Southern California. 
À la suite de sa découverte, et lors de sa première audition, il obtint le rôle de Jonathan Fields dans la série télévisée La Vie comme elle est, diffusée sur ABC et en France sur NRJ 12. Malheureusement, cette série fut annulée après 13 épisodes.
Par la suite, il obtint un petit rôle dans le film You Are Here. 
Puis entre l'été 2006 et mai 2007, il fut engagé pour jouer dans la série télévisée, Veronica Mars, le rôle de l'étudiant Stosh "Piz" Piznarsky à Hearst College. Il y était le colocataire de Wallace, et l'ami de Veronica pour laquelle il entretenait de forts sentiments amoureux.
De 2007 à 2010, il tient le rôle de Dell dans Private Practice (après être apparu dans deux épisodes de la série Grey's Anatomy). Il quitte la série à la fin de la troisième saison.
Chris est aussi chanteur dans le groupe twoshots.
Aujourd'hui, en 2014, il consacre la majeure partie de son temps à la photographie (http://www.chrislowellphotography.com/).
En 2020, il sera à l'affiche du film Breaking News in Yuba County de Tate Taylor aux côtés de Awkwafina et Mila Kunis.

## Filmographie

### Cinéma
- 2006 : You Are Here : Delaney
- 2007 : Graduation : Tom Jackson
- 2009 : In the Air : le secrétaire
- 2011 : La Couleur des sentiments (The Help) de Tate Taylor : Stuart Whitworth
- 2013 : Amour et Honneur : Peter
- 2014 : Brightest Star : The Boy
- 2014 : Veronica Mars : Stosh Piz Piznarski
- 2016 : Identities (Complete Unknown) de Joshua Marston : Brad
- 2018 : Katie Says Goodbye de Wayne Roberts : Dirk
- 2020 : Promising Young Woman d'Emerald Fennell  : Al Monroe
- 2021 : Breaking News in Yuba County de Tate Taylor : Steve
- À venir : My Best Friend's Exorcism : Christian Lemon

### Télévision
- 2004 : La Vie comme elle est : Jonathan Field (13 épisodes)
- 2007 : Veronica Mars : Stosh « Piz » Piznarski (20 épisodes)
- 2007 : Grey's Anatomy : William « Dell » Parker (épisodes 22 et 23, saison 3)
- 2007–2010 : Private Practice : William « Dell » Parker (saisons 1 à 3, 54 épisodes)
- 2014 : Enlisted : le caporal Derrick Hill (13 épisodes)
- 2014 : Play It Again, Dick : Chris Lowell (6 épisodes)
- 2016–2017 : Graves : Jeremy Graves (20 épisodes)
- 2017–2019 : GLOW : Sebastian « Bash » Howard (26 épisodes)
- 2019 : IZombie : Byron Deceasey ( saison 5, épisode 13)
- 2022 : How I Met Your Father : Jesse (30 épisodes)
- 2022 : Inventing Anna : Noah (2 épisodes)
- 2022 : Roar : Détective Chris Durst